# Мевлудин Нухоџић
Мевлудин Нухоџић (Бијело Поље, 1959) црногорски је политичар. Био је министар унутрашњих послова од 2016. до 2020. и министар без портфеља од 1992. до 2006. године. Члан је председништва Демократске партије социјалиста Црне Горе.

## Биографија
Мевлудин Нухоџић је рођен 1962. у Бијелом Пољу, тада СР Црна Гора, те ФНР Југославија. Дипломирао је на Правном факултету и Факултету политичких наука Универзитета Црне Горе.
Од 1990. до 1992. био је посланик у Скупштини Црне Горе, а од 1992. до 1996. био је министар без портфеља Републике Црне Горе која је била савезна јединица у оквиру Савезне Републике Југославије.
Од 1998. до 2016. поново је био посланик, а од 2000. члан председништва Демократске партије социјалиста. Од 2000. до 2012. био је директор Управе за имовину.
Од 28. новембра 2016. до 4. децембра 2020. године је обављао функцију министра унутрашњих послова у Влади Душка Марковића.